# Josef Zasche (architect)
Josef Zasche (Jablonec nad Nisou, 9 november 1871 – Schackensleben, 11 oktober 1957) was een Duits-Boheems architect. Hij was met name in de eerste helft van de 20e eeuw actief. Zijn architectonische stijl was te classificeren als jugendstil en modernisme.

## Leven en werk

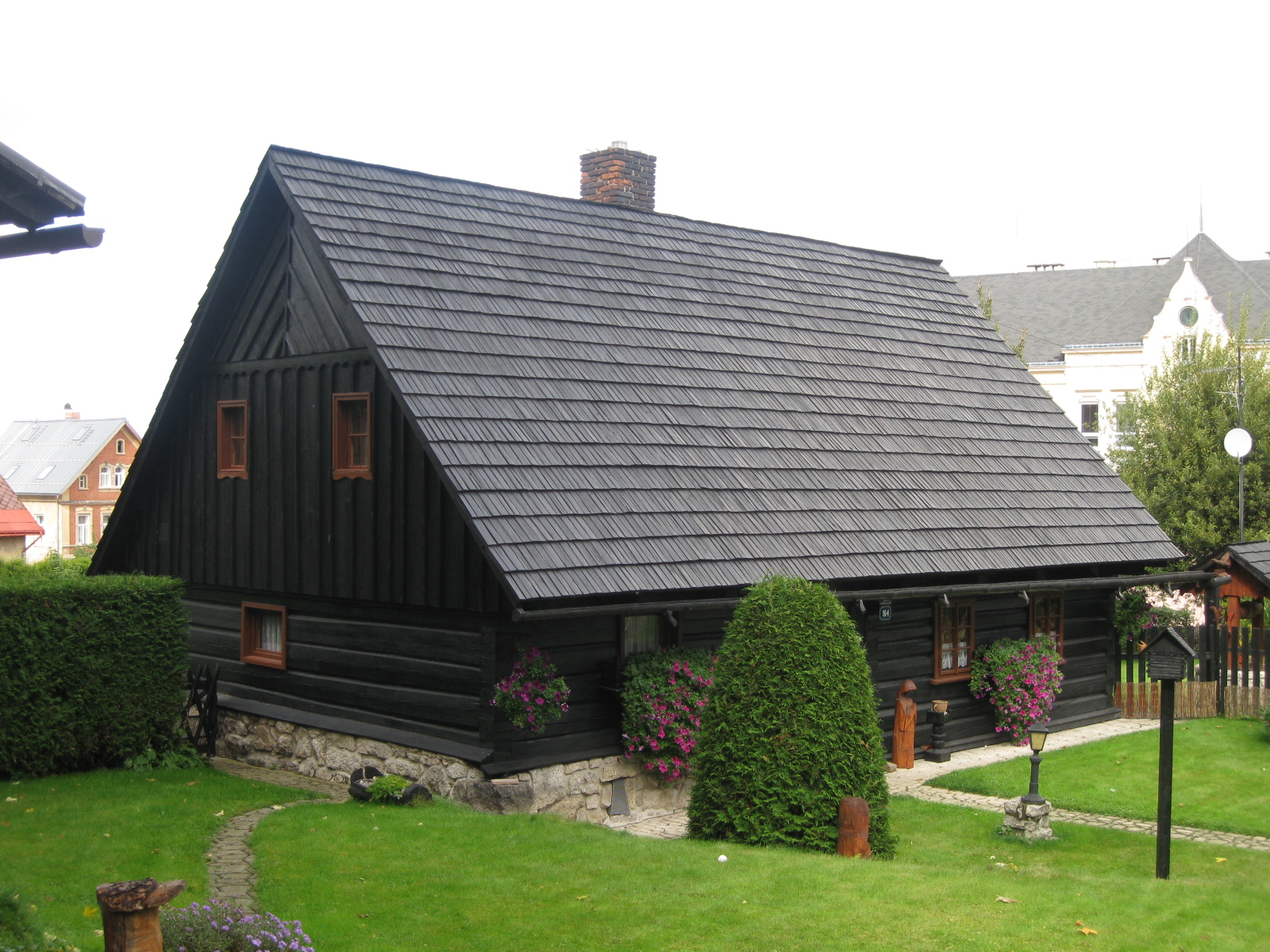
Geboortehuis van Zasche (2012)

Zasche was de zoon van glassnijder Josef Zasche en zijn vrouw Franziska Zasche (geboortenaam: Feix). Zijn geboortehuis in Jablonec nad Nisou, Křížovástraat 164/32, staat er anno 2024 nog steeds. Na de lagere school in Jablonec nad Nisou studeerde hij van 1885 tot 1889 aan de Staatsgewerbeschule in Liberec. Deze school werd in die tijd geleid door architecten Rudolf Bitzan (1872-1938), Robert Hemmrich (1871-1946), Gustav Jirsch (1871-1909) en Adolf Loos. Daarna studeerde Zasche architectuur aan de Akademie der bildenden Künste Wien onder Carl von Hasenauer. Vervolgens werkte hij drie jaar lang in het architectenbureau van Friedrich Schachner.
In 1895 trok Zasche naar Praag en trad in dienst bij het architectenbureau van Friedrich Ohmann (1858-1927). In 1911 trouwde hij met Blanka Kretzschmar (1876); samen kreeg het echtpaar twee dochters. Zijn eerste grote projecten voerde hij uit in Noord- en West-Bohemen: de Oud-Katholieke Kruiskerk en het tentoonstellingspaviljoen in Jablonec nad Nisou, en de spaarbank in Aš. In 1906 kreeg hij de titel Baurat toegewezen. In Praag bouwde Zasche voor beeldhouwer Karel Wilfert mladší (1879-1932) een villa, bestaande uit het zogenoemde Blauwe huis, en het verenigingshuis Zu den drei Reitern. Zasche ontving de prijs voor het beste gebouw in Oostenrijk-Hongarije in de periode 1900-1910, vanwege zijn ontwerp van het Wiener Bankverein-gebouw in Praag. Verschillende van zijn gebouwen staan thans op de monumentenlijst.
Als architect van Duitse afkomst onderhield hij vriendschappelijke relaties met zijn Tsjechische collega's Jan Kotěra (1871-1923) en Pavel Janák (1882-1956), met wie hij talrijke gebouwen ontwierp, waaronder het rondocubistische Adriapaleis in Praag.
Naast architect was Zasche was ook jurylid in architectuurwedstrijden, lid van de raad van beheer van de Duitse afdeling van de Moderne Galerij van het Koninkrijk Bohemen (voorloper van de Nationale Galerie Praag), lid van de Sudetenduitse Academie van Wetenschappen en Kunsten en voorzitter van de Vereniging van Duitse architecten in Bohemen.
Op 7 mei 1945 werd Zasche geïnterneerd. Daarop werd zijn kantoor in de Nieuwe Stad in Praag (adres: Mezibranská 1367/21) geplunderd en zijn archief vernietigd. Hij werd gedwongen Praag te verlaten en vestigde zich opnieuw in Duitsland, ondanks voorspraak van zijn Tsjechische collega's. Hij was volledig berooid en vond een bescheiden onderkomen in Schackensleben in de regio Maagdenburg. Alle pogingen om zijn professionele activiteiten te hervatten en zo in zijn levensonderhoud te voorzien mislukten. Hij stierf aldaar in 1957 in armoede.

## Erkenning
Na de oorlog kregen Zasches leven en werk weinig aandacht, maar sinds halverwege de 21e eeuw wordt hij in Tsjechië erkend als een van de belangrijkste architecten van de vooroorlogse en interbellumperiode in Bohemen.

## Gebouwen
| Jaar      | Gebouw                                                                                            | Adres                                                        | Monument | Huidige status                       |
| --------- | ------------------------------------------------------------------------------------------------- | ------------------------------------------------------------ | -------- | ------------------------------------ |
| 1900-1902 | Oud-Katholieke Kruiskerk                                                                          | Husova 1560/2, Jablonec nad Nisou                            | Ja       |                                      |
| 1903-1905 | Spaarbank en bedrijfsacademie                                                                     | Pařížská 1670/15, Ústí nad Labem                             |          |                                      |
| 1904      | Spaarbank                                                                                         | Hlavní 239/23, Aš                                            | Ja       | Bibliotheek                          |
| 1904-1905 | Villa van beeldhouwer Karl Wilfert                                                                | Na Špejcharu 291/3, Praag                                    | Ja       |                                      |
| 1905      | Duitse school                                                                                     | Plzeňská 104, Počaply                                        |          |                                      |
| 1905-1906 | Villa van Heinrich Dressler                                                                       | Jugoslávská 1885/13, Jablonec nad Nisou                      |          | Kleuterschool                        |
| 1906      | Tentoonstellingspaviljoen op de Duits-Boheemse Tentoonstelling                                    | Liberec                                                      |          |                                      |
| 1906      | Bedrijfsgebouw van de Pražská železářská společnost (met Matej Blecha)                            | Opletalova 1015/55, Praag                                    |          |                                      |
| 1906      | Graf voor Josef Scheibler                                                                         | Jablonec nad Nisou                                           |          |                                      |
| 1906-1908 | Kantoorgebouw van de Wiener Bankverein                                                            | Na Příkopě 390/3, Praag                                      | Ja       | Ministerie                           |
| 1906-1908 | Verenigingshuis ‘Zu den drei Reitern’                                                             | Senovážné náměstí 869/28, Praag                              |          | Poppentheater                        |
| 1907-1914 | Wijk met tuinstadontwerp voor de Volkswoningbouwvereniging                                        | Pařížská-, Francouzská-, Polská- en Varšavskástraat, Teplice |          |                                      |
| 1908      | Bedrijfsgebouw van de Česká eskomptní banka                                                       | Ústí nad Labem                                               |          | gesloopt in 1936                     |
| 1908      | Concertzaal jubileumtentoonstelling Praagse Kamer van Koophandel en Fabrieken                     | Praag                                                        |          | gesloopt                             |
| 1910-1911 | Villa Giebisch                                                                                    | Korejská 2137/21, Jablonec nad Nisou                         |          |                                      |
| 1910-1912 | Openbare bibliotheek ‘Weinmanneum’ (vernoemd naar Jacob Eduard Weinmann)                          | Ústí nad Labem                                               |          | beschadigd in 1945; gesloopt in 1947 |
| 1911      | Arbeidskolonie voor de Duits-Oostenrijkse Mannesmannröhren-Werke                                  | Grégrova 710/55, Chomutov                                    |          | gesloopt in de jaren 1980            |
| 1911      | Tuinmanswoning en wasserij in het kasteelpark van Janovice                                        | Janovice 40, Vrchotovy Janovice                              | Ja       |                                      |
| 1911-1912 | Bedrijfsgebouw van de Assekuranzverein der Zuckerindustrie (met Theodor Fischer)                  | Senovážné náměstí 976/31-33, Praag                           | Ja       |                                      |
| 1911-1913 | Regionaal armenhuis ‘Keizerin Elisabethhuis’                                                      | Vinohradská 403, Chomutov                                    |          | Politiebureau                        |
| 1912      | Kantoorgebouw van de Česká spořitelna (Tsjechische spaarbank)                                     | Ústí nad Labem 899, Ústí nad Labem                           |          | gesloopt                             |
| 1912-1914 | Kantoorgebouw van de Allgemeine Rentenanstalt (met Jan Kotěra)                                    | Rašínovo nábřeží 390/42, Praag                               | Ja       |                                      |
| 1918      | Graf van ondernemer Carl Neumann                                                                  | Joodse begraafplaats, Liberec                                |          |                                      |
| 1920      | Villa in Praag-Bubeneč                                                                            | Pod kaštany 545/24, Praag                                    |          |                                      |
| 1921      | Kleine Bühne                                                                                      | Senovážné náměstí 869/28, Praag                              |          | gesloopt in 1999                     |
| 1922-1925 | Gebouw ‘Adriapaleis’ van verzekeringsmaatschappij Riunione Adriatica di Sicurtà (met Pavel Janák) | Jungmannova 36/31 + Národní 36/40, Praag                     | Ja       |                                      |
| 1923      | Villa Wallenfels                                                                                  | Na Zátorce 807/11, Praag                                     |          |                                      |
| 1922-1923 | Villa Kantor                                                                                      | Pod Kaštany 545/24, Praag                                    |          | Indonesische ambassade               |
| 1929      | Verenigingshuis van de Deutscher Kulturverband                                                    | Šimáčkova 1452/14-16, Praag                                  |          | Basisschool                          |
| 1930-1931 | Heilig Hartkerk                                                                                   | Horní náměstí 12, Jablonec nad Nisou                         | Ja       |                                      |
| 1932      | Gebouw ‘Urania’ met bioscoopzaal van de Praagse Vereniging voor Volksonderwijs                    | Klimentská 1205/4, Praag                                     |          | studio van de AMU                    |

## Galerij

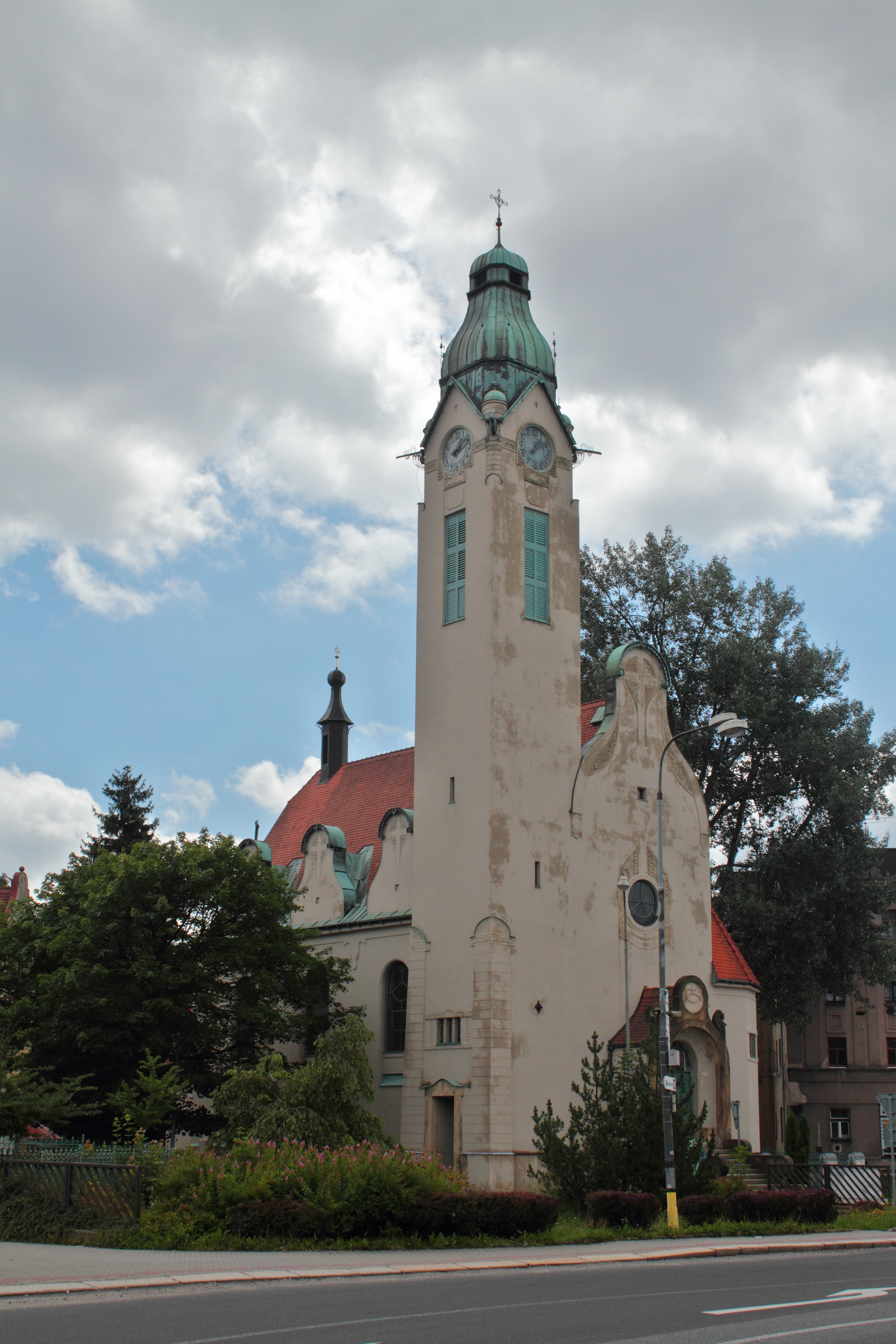
Oud-Katholieke Kruiskerk in Jablonec nad Nisou
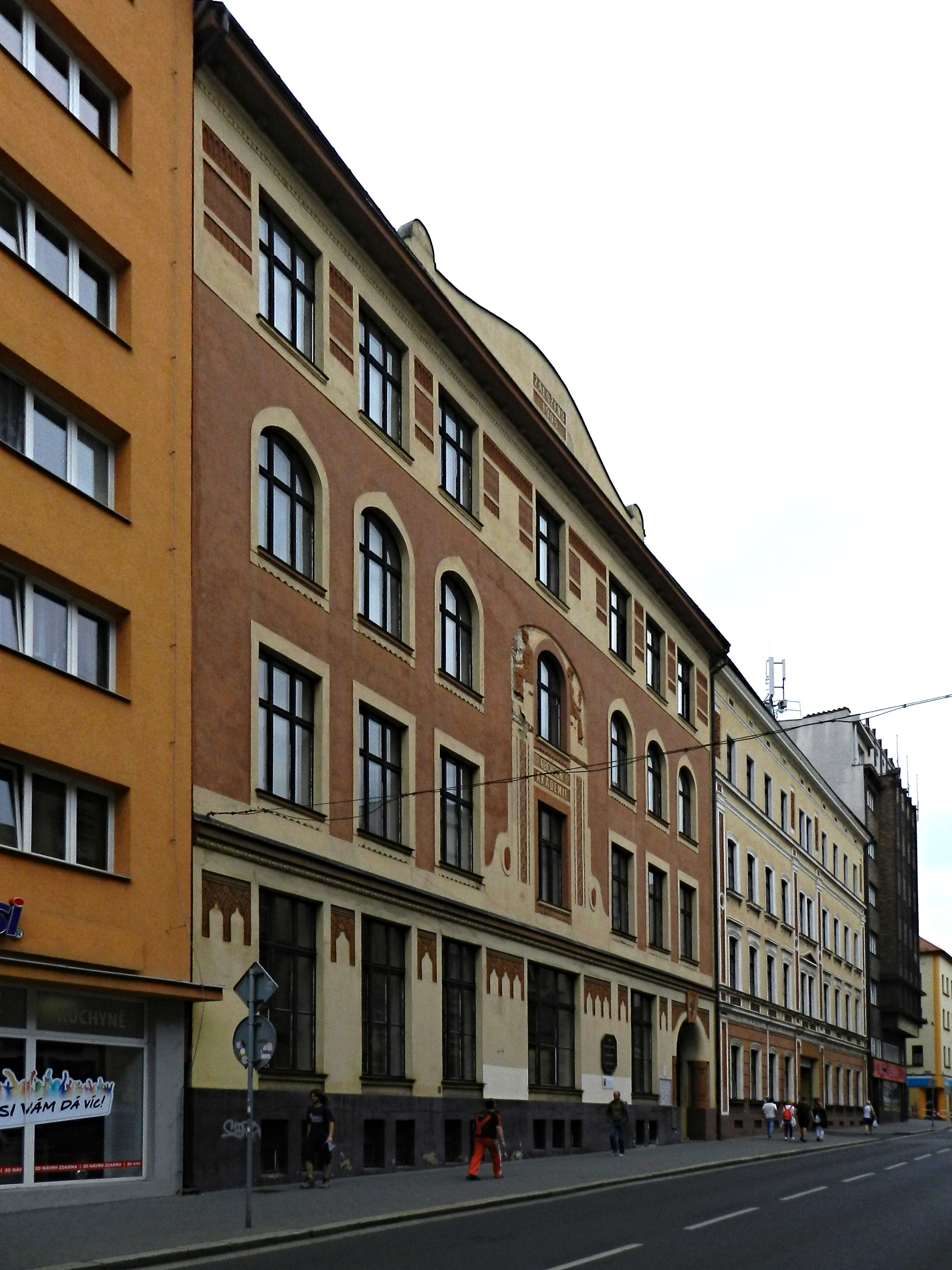
Voormalige spaarbank in Ústí nad Labem
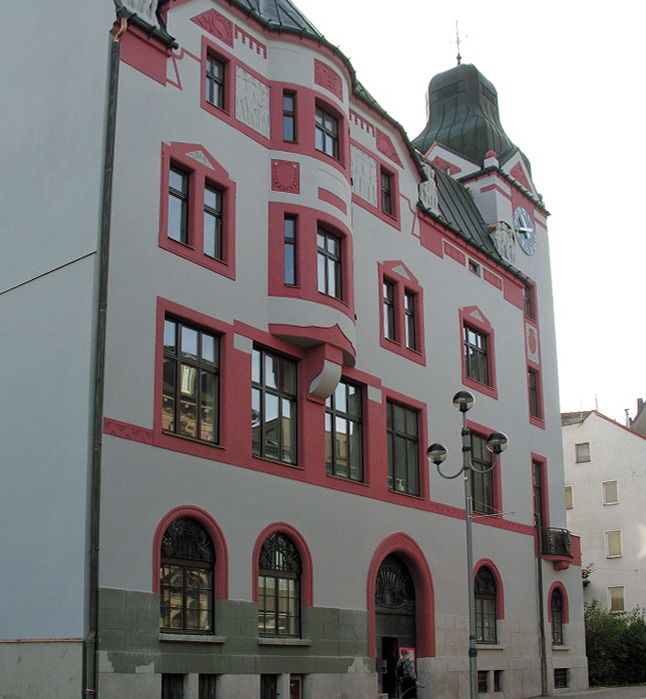
Voormalige spaarbank in Aš
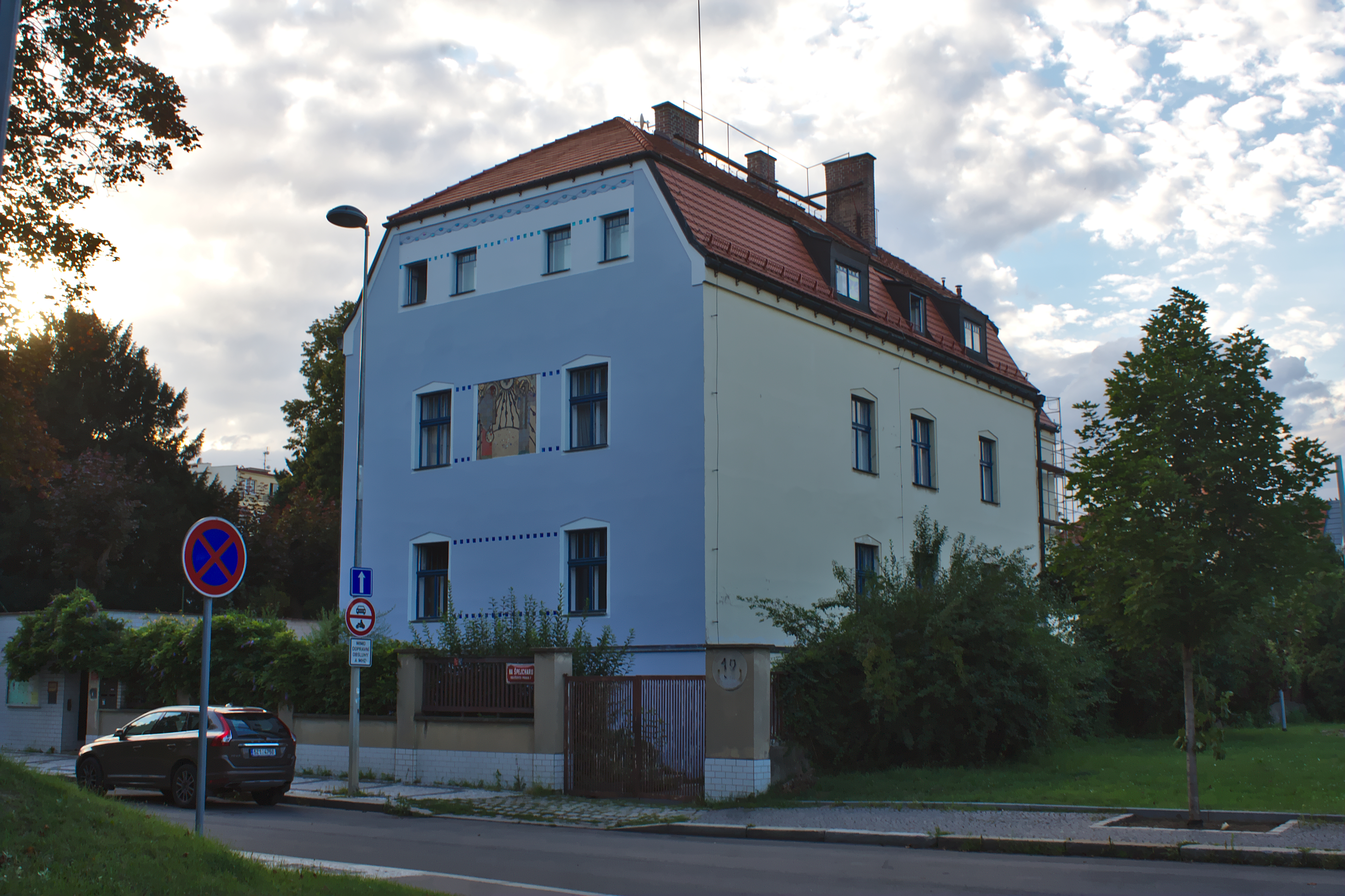
Het Blauwe huis in Praag-Holešovice
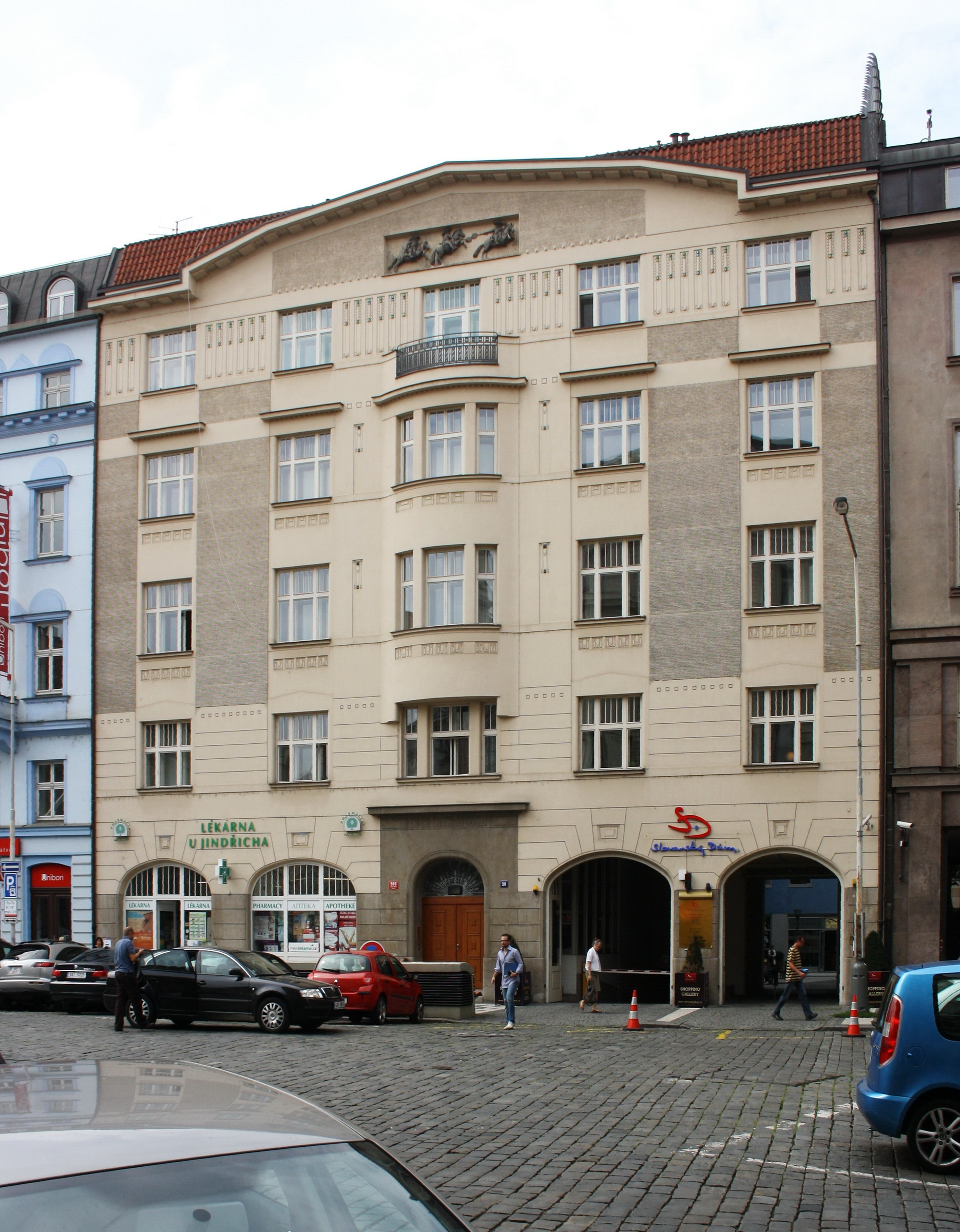
Verenigingshuis Zu den drei Reitern in Praag
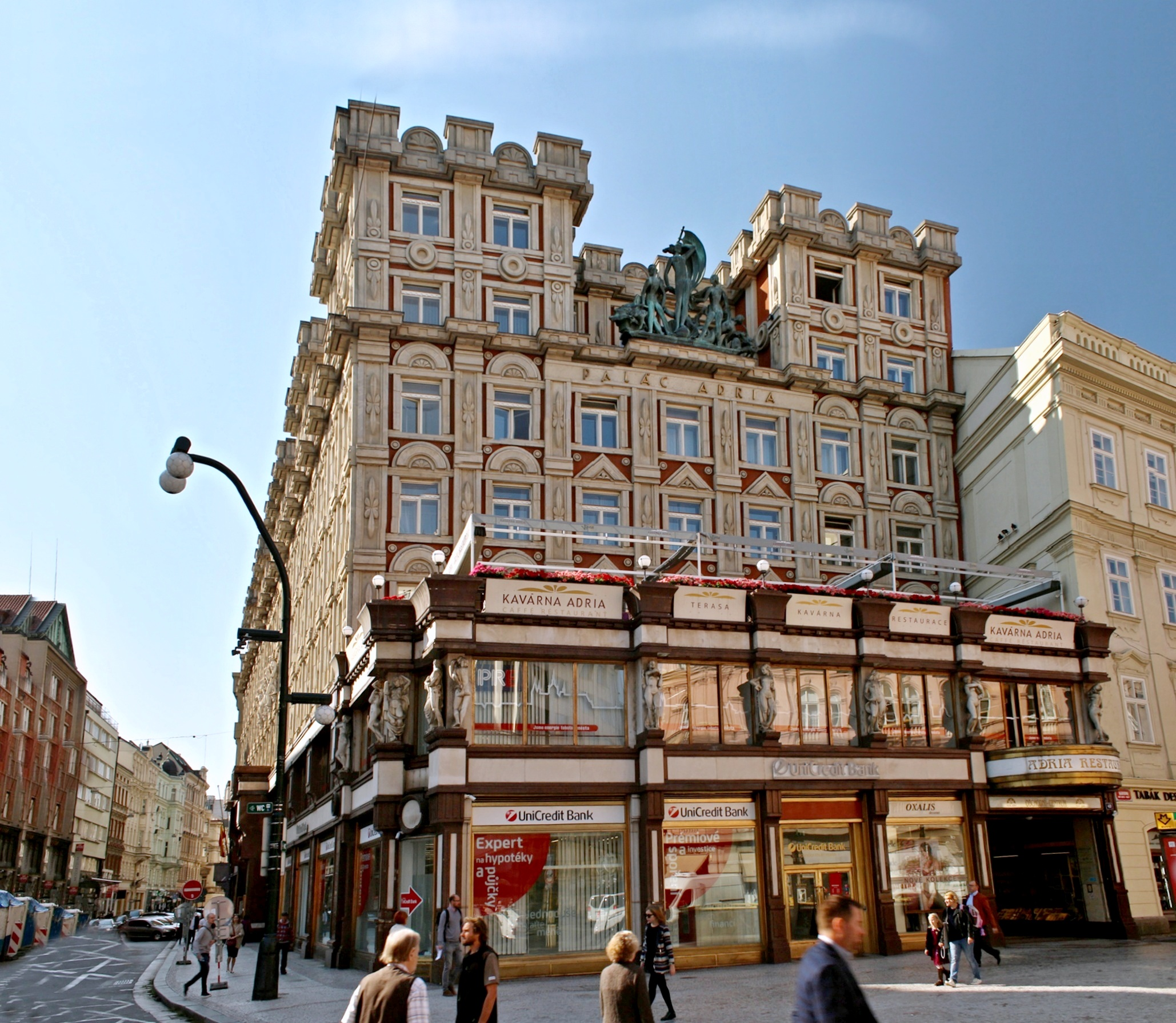
Adriapaleis in Praag
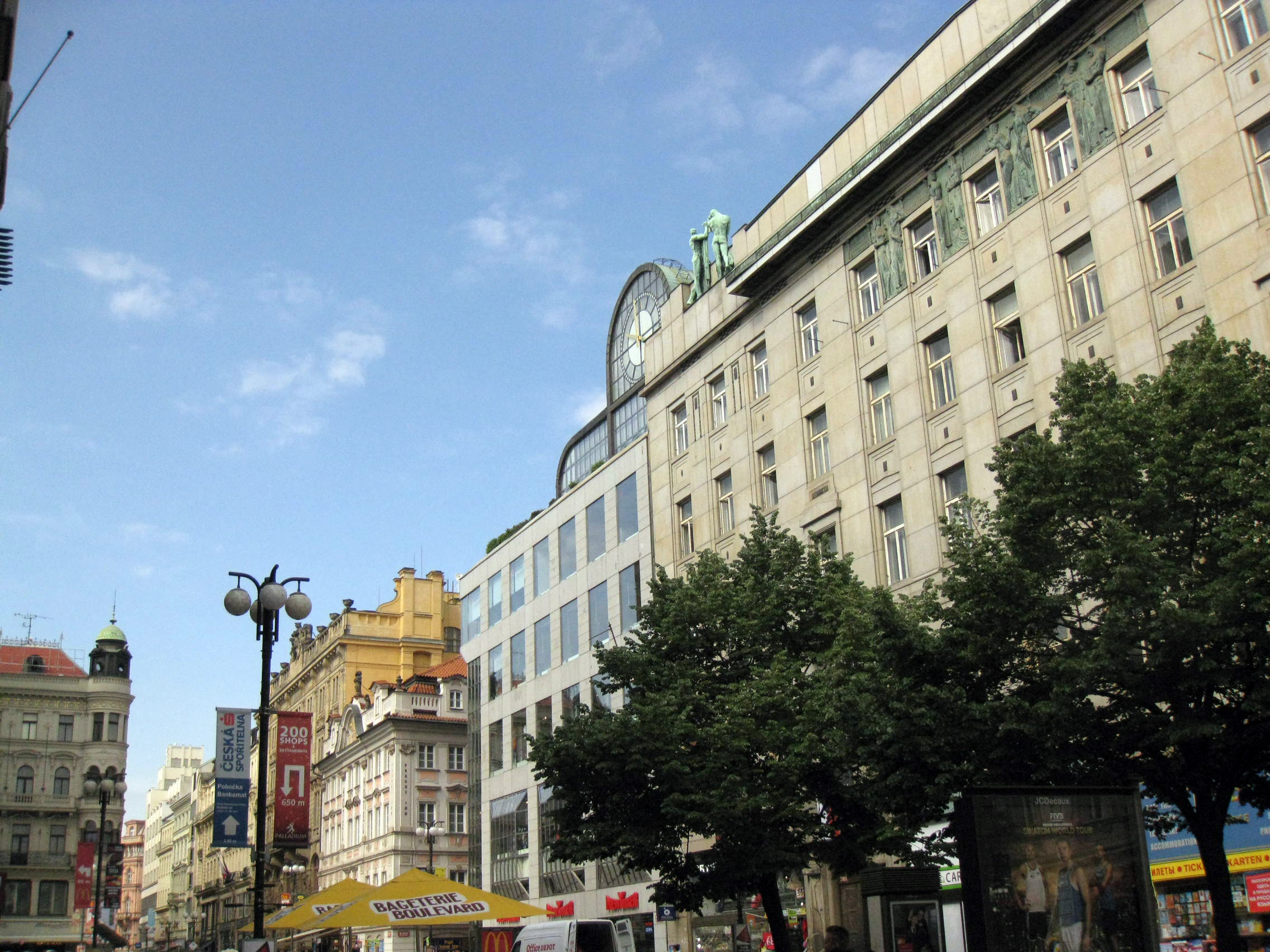
Voormalig gebouw van de Wiener Bankvereins in Praag
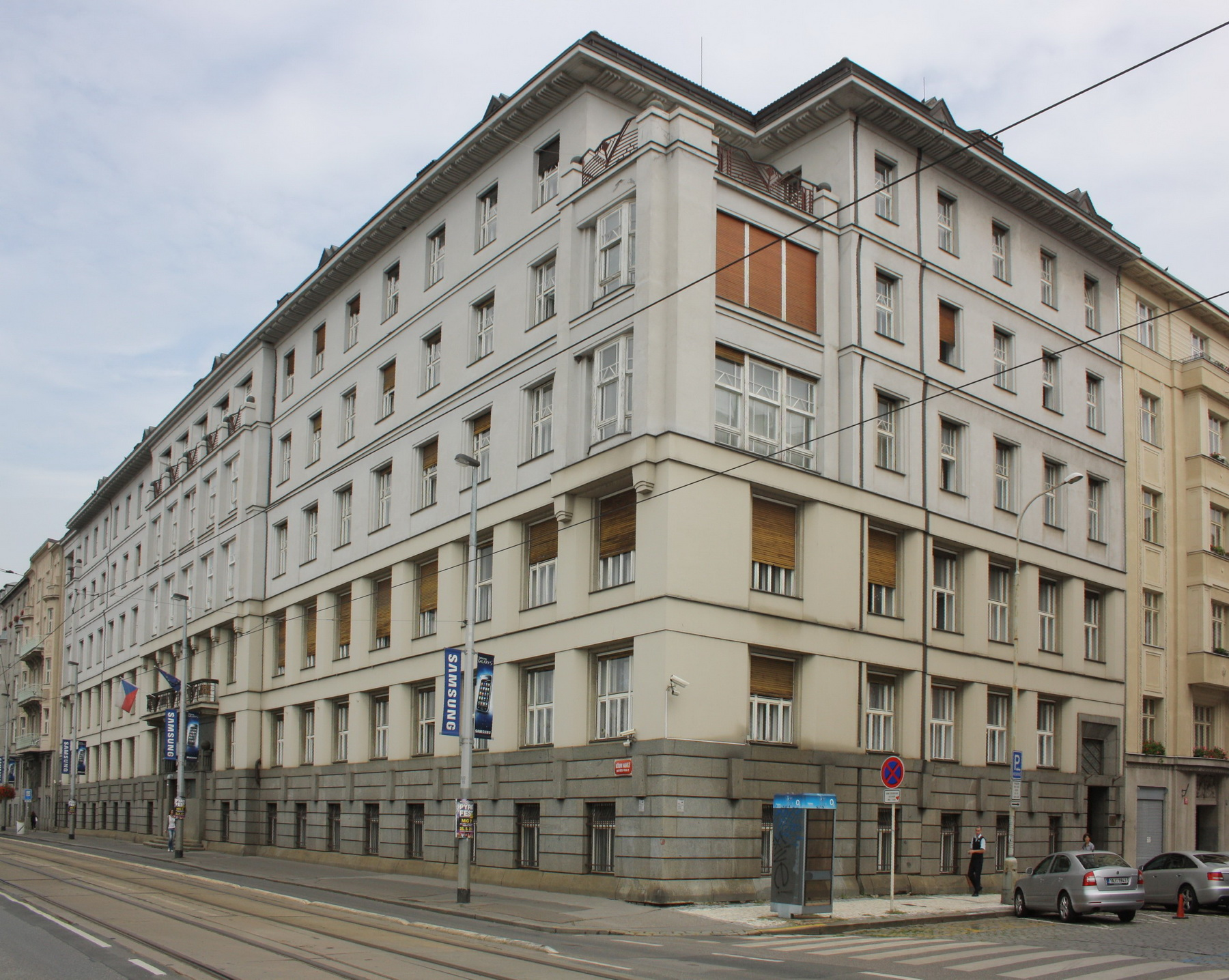
Voormalig gebouw van de Allgemeinen Rentenanstalt in Praag
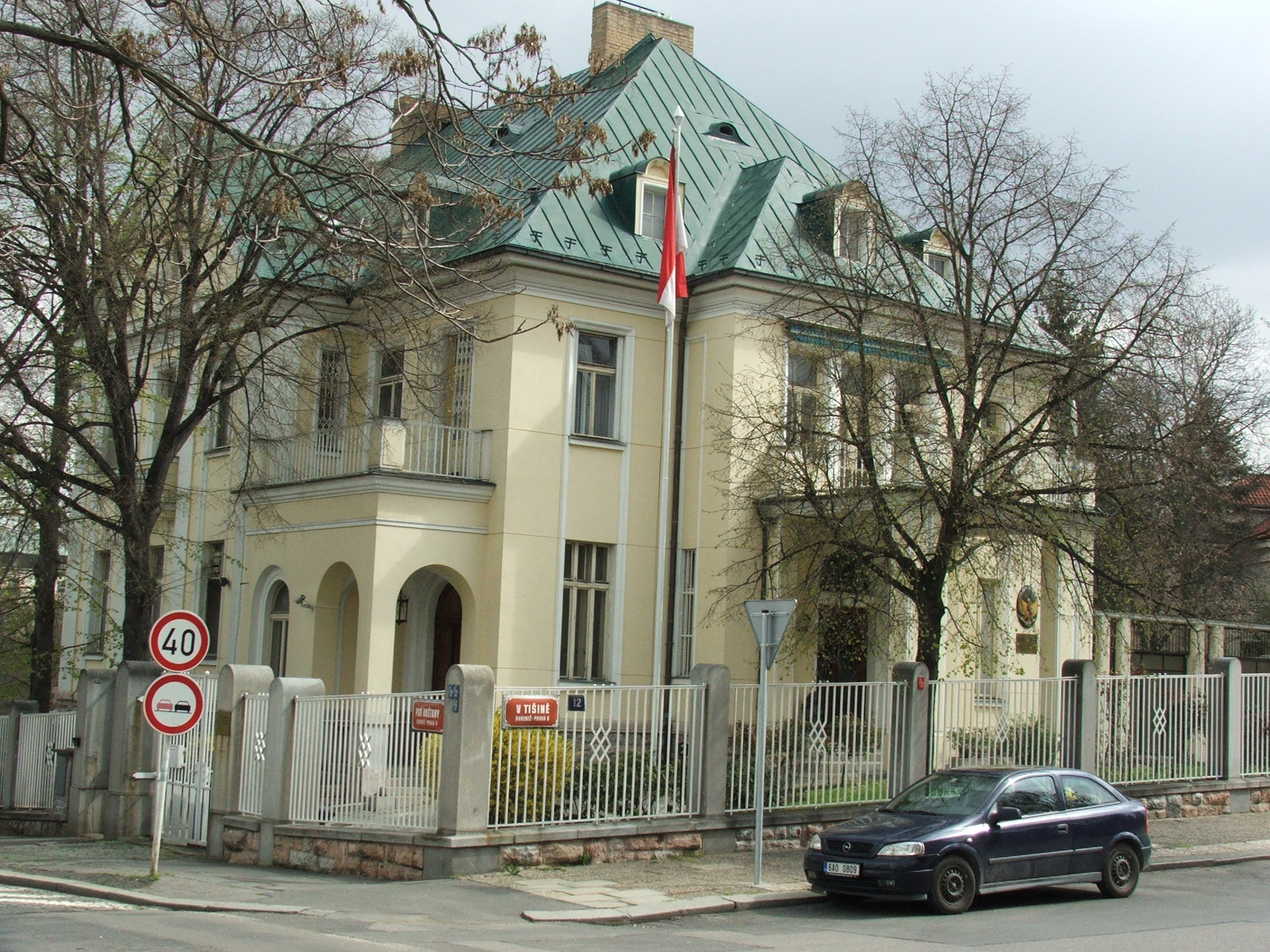
Villa Kantor in Prag-Bubeneč
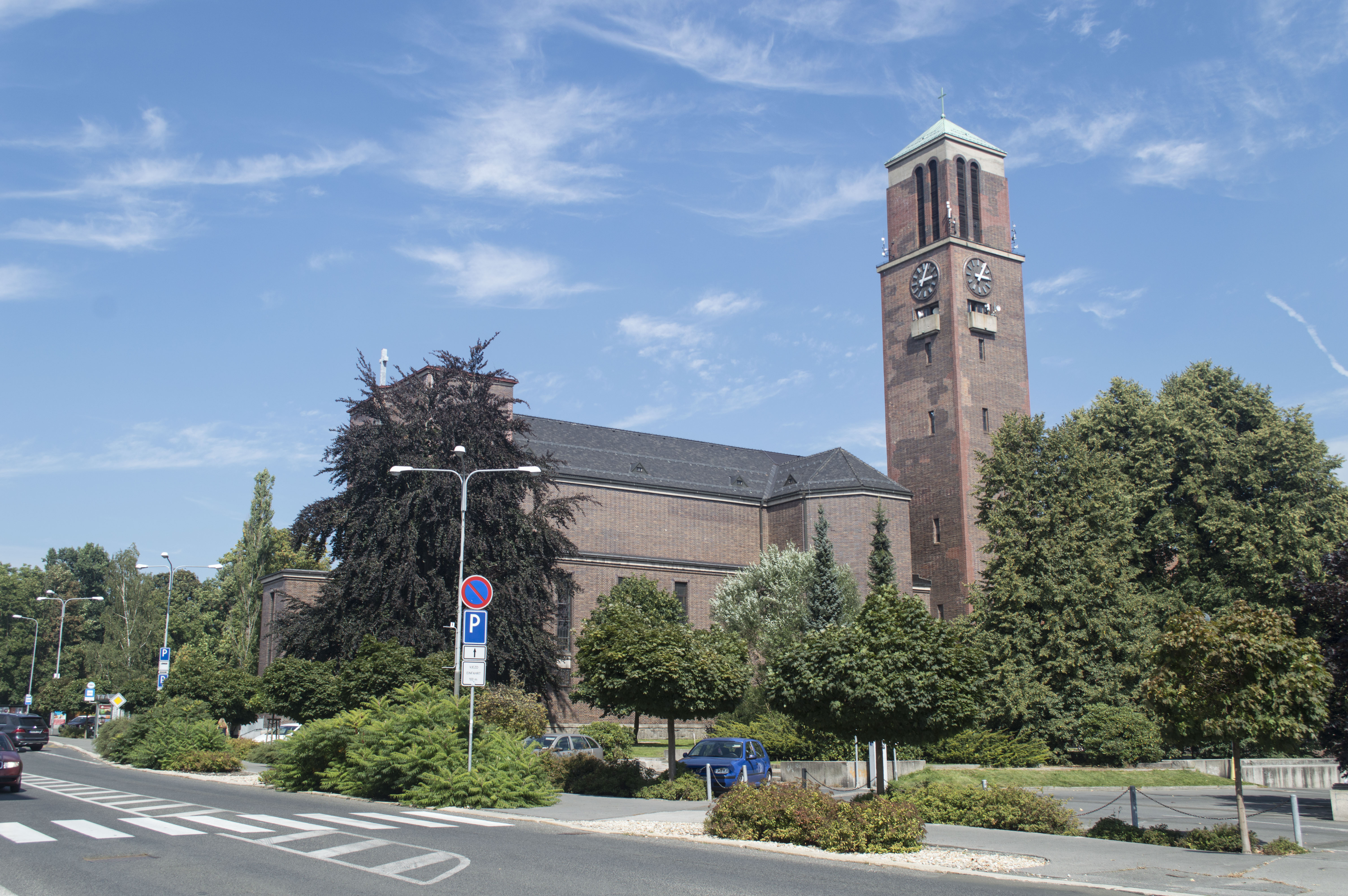
Heilig Hartkerk in Jablonec nad Nisou
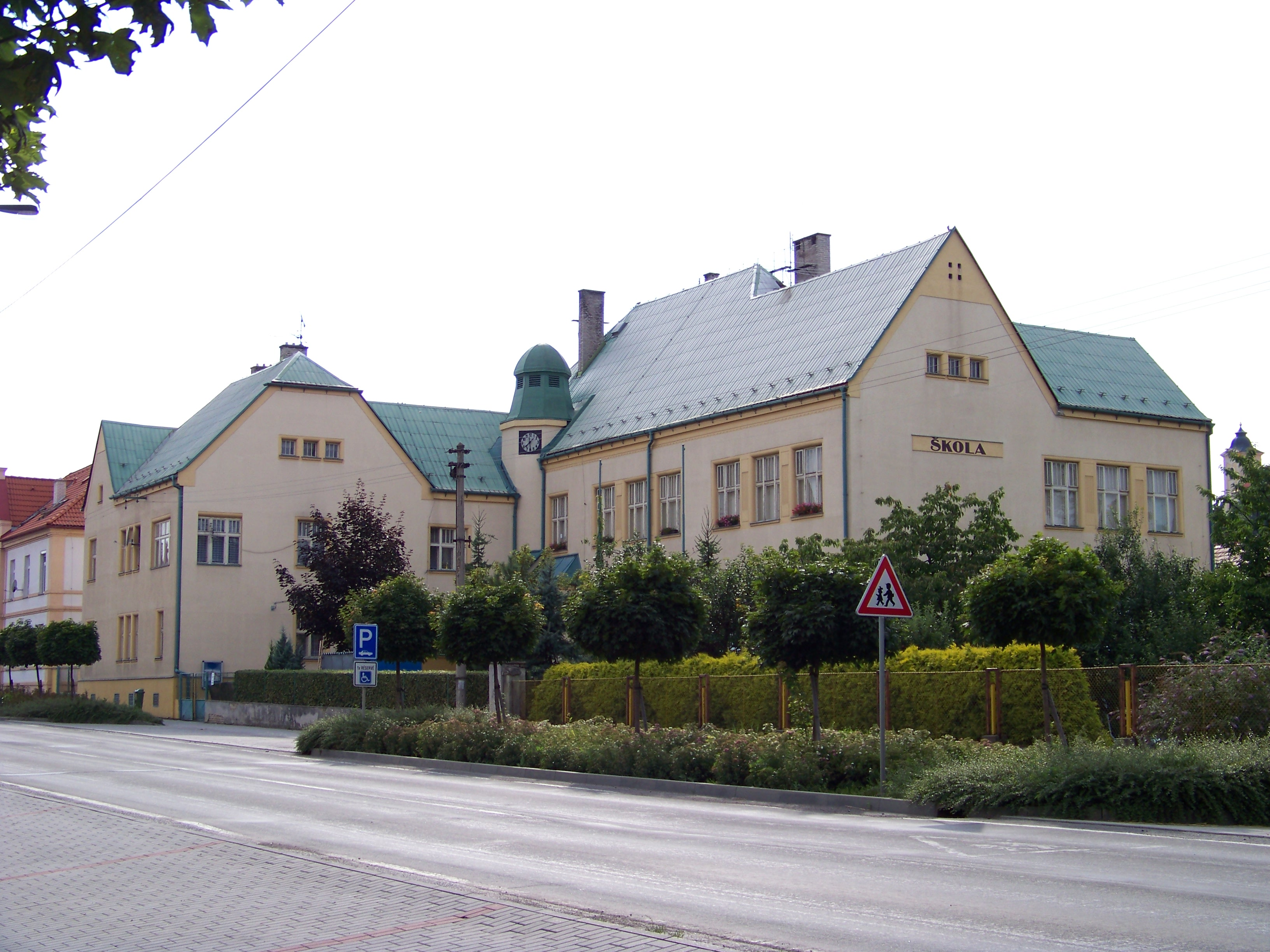
Voormalige Duitse school in Počaply
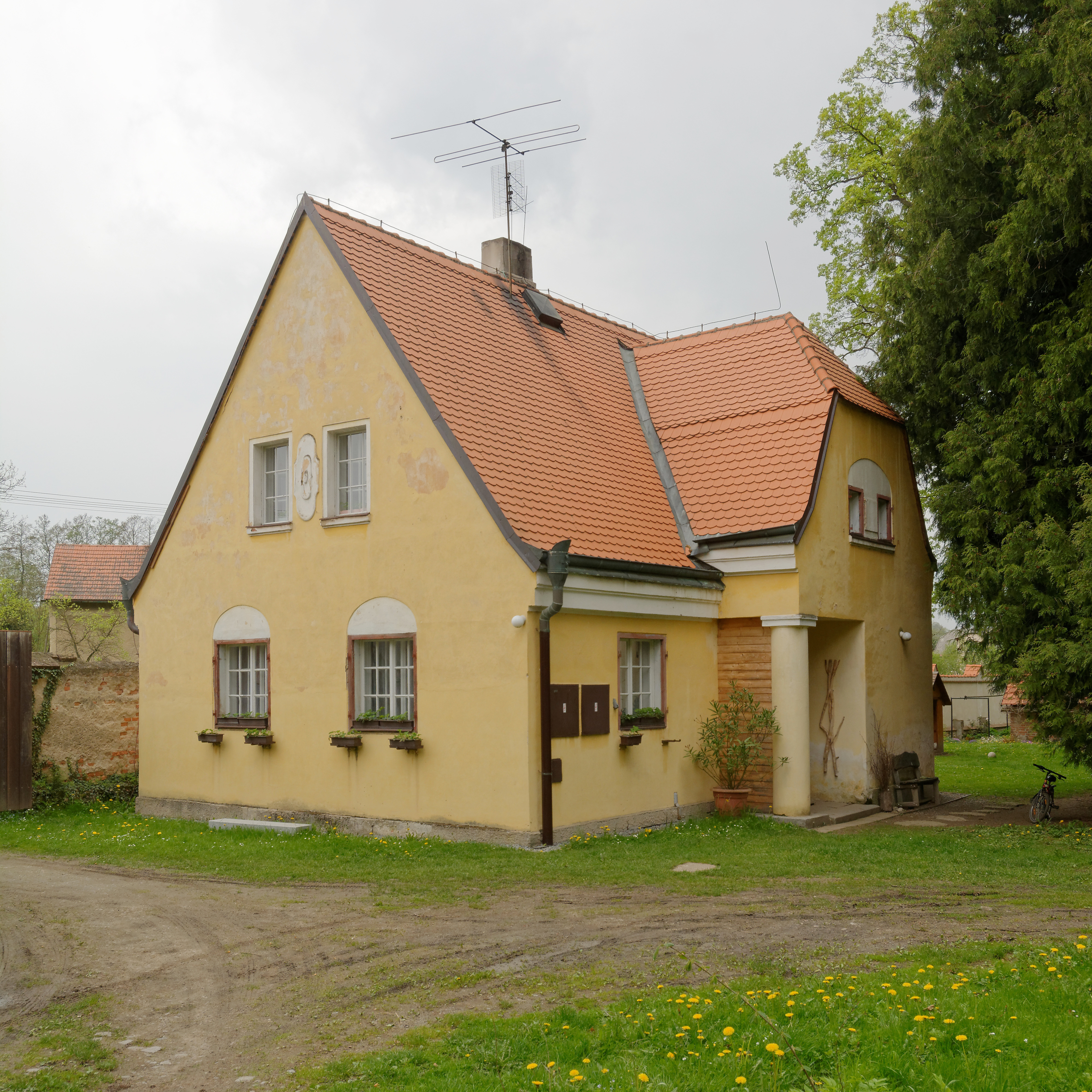
Tuinmanswoning van kasteel in Vrchotovy Janovice
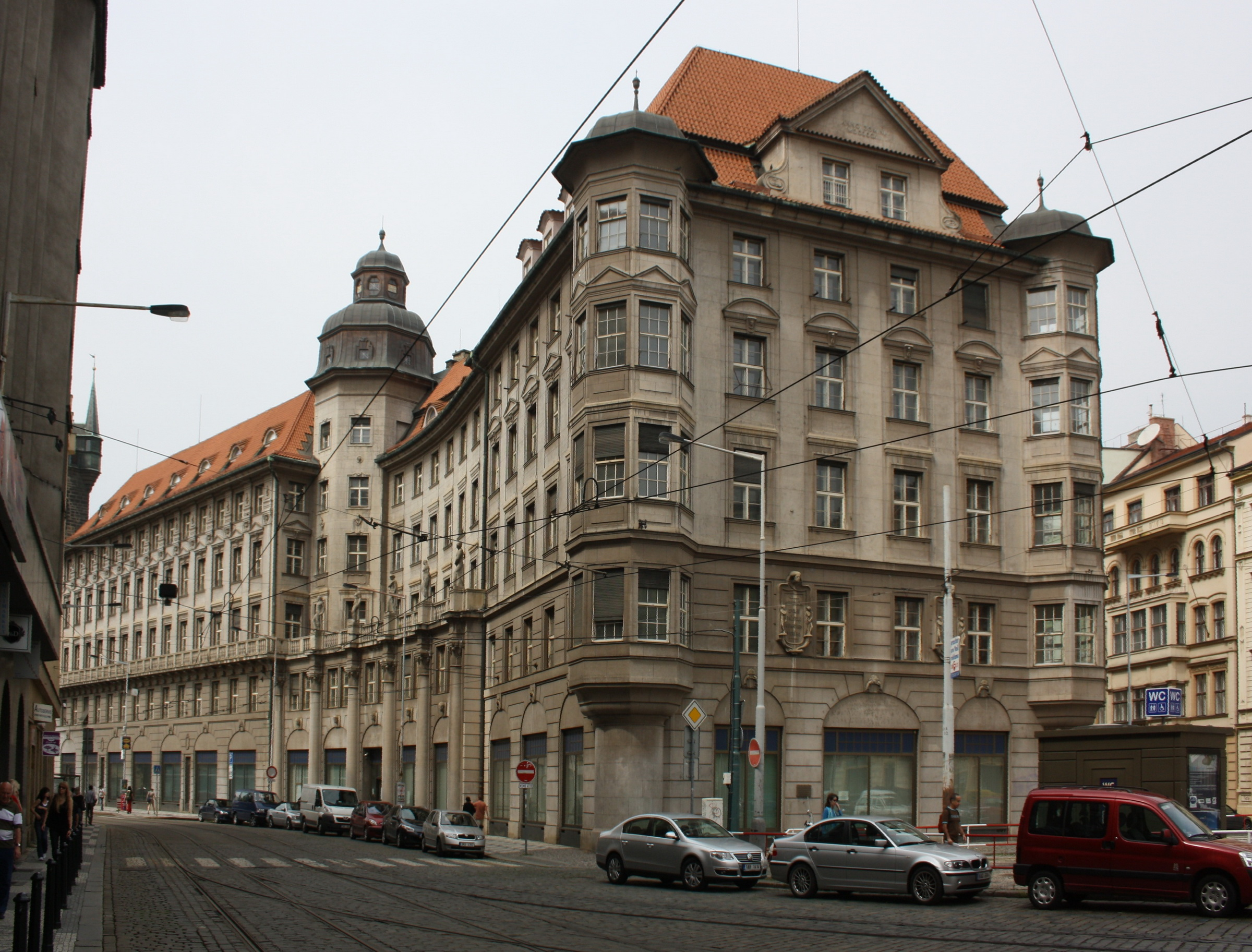
Bedrijfsgebouw van de Assekuranzverein der Zuckerindustrie in Praag

- Gemeinsame Normdatei: 12334980X
- International Standard Name Identifier: 0000 0001 2140 6112
- Library of Congress Control Number: nr2004026699
- Nationale Bibliotheek van Tsjechië: xx0023938
- Union List of Artist Names: 500226330
- Virtual International Authority File: 77219804
- WorldCat: E39PBJwxGMdrRX4GCtqvpdDjG3